# ネルソン・ピケ・サーキット
アウトドローモ・インテルナシオナル・ネルソン・ピケ（葡: Autódromo Internacional Nelson Piquet, ネルソン・ピケ・サーキット）、別名ジャカレパグア・サーキット（葡: Jacarepaguá）は、かつてブラジルのリオデジャネイロ市にあったサーキット。跡地には2016年リオデジャネイロオリンピックの競技会場が設けられた。

## 概要
1978年、リオデジャネイロ市郊外のジャカレパグア湖畔の湿地帯の上に建設された。そのため、コースの高低差は少なく極めて平坦なサーキットである。コース自体は主に2つのストレートと多数の低速コーナーを組み合わせたコースレイアウト。また、コースの背景に広がるリオの山々が見渡せる。
当地では1978年にF1が初開催されて以後、主に1980年代にF1ブラジルグランプリの開催地となり、1983年から1989年まで7年連続でF1シーズン開幕戦の舞台となった。1988年からは、サーキット名称が前年に3度目となるF1ワールドチャンピオンを獲得した地元リオデジャネイロ出身のドライバー、ネルソン・ピケの栄誉を称えて「ネルソン・ピケ・サーキット」に改称された。F1におけるコースレコードは1989年にウィリアムズのリカルド・パトレーゼが記録した1分32秒507。
1989年を最後に、F1ブラジルGPはサンパウロ市のインテルラゴス・サーキットで開催されることになったが、CARTがオーバルコースで1996年から2000年にかけて開催されたほか、ブラジルの各種国内レースが開催されている。1995年から2004年（1998年を除く）に掛けてロードレース世界選手権が9回開催され、1999年にはヤマハ・YZR500の阿部典史、2004年にはホンダ・RC211Vの玉田誠が最高峰クラスで勝利を挙げた。250ccクラスでは加藤大治郎が2000年と2001年に勝利し、125ccクラスでは徳留真紀、青木治親、上田昇、宇井陽一、東雅雄が優勝を記録している。
ブラジルではサーキットを正式名称ではなく地名で呼ぶことが常だが、このサーキットについては特に、ブラジリアの同名サーキットとの混同を避けるため、ジャカレパグア・サーキット（Autódromo de Jacarepaguá）という呼称が用いられることが多く、ネルソン・ピケ・サーキットの名を用いる時も大抵は「リオ・デ・ジャネイロの」と補足が付けられる。

## 2007年問題
2007年にリオで開催されるパン・アメリカンゲームズで使用する競技用複合施設を建設するために、コースの一部を壊す計画が2005年前半に持ち上がり、ブラジル自動車連盟（CBA, Confederação Brasileira de Automobilismo）などブラジル国内のレース関係者がこの計画に反対の意を表明し行政側と対立するという出来事があった。
2006年はこの問題のため、ブラジル国内で開催されるレースについて、当サーキットでの開催を未定とする、あるいは前年まで開催されていた選手権カレンダーから外す、といった動きが相次ぎ、同国で人気を持つストックカー国内選手権においては、開催こそ実現したものの、競技施設の建設がすでに始まっていた東半分を封鎖した上で、従来のロードコースに、使われなくなって久しかったオーバルトラック部を組み合わせた特殊なレイアウトによる開催となり、この問題を多くのレースファンに広く知らしめることとなった。
2006年半ばに実際に着工となった際、サーキットの東半分が封鎖され、従来最終セクションだったテクニカルセクションが取り壊され、メインストレートとバックストレートを接続するヘアピンが作られ、サーキットの最終区間が大きく様変わりすることとなった。これによりトラックの長さは3.336km (2.073マイル) となった。

### 2006年2月の事件
2006年2月6日、ブラジル自動車連盟（CBA）の会長パウロ・スカリオーネ（Paulo Scaglione）が同市市内において会見を開き、ネルソン・ピケ・サーキットにおける工事を禁じることを求める旨の訴えを翌日2月7日に起こすことを発表した。これにより、サーキットの未来は司法の手に委ねられることとなった（結果的にこの訴えは意味を為さなかった）。
この動きに関連して、かねてパン・アメリカンゲームズの開催を推進していた同市市長セザール・マイア（César Maia）は、仮に施設の建設が不可能となった場合に政治的に痛手を負う恐れが強くなったが、ここで、ひとつの偶然から茶番劇が起きることとなった。CBAの発表の翌々日の2月8日、同年のF1ベルギーGPの開催が中止される旨の発表がなされたことを奇貨として、マイアは翌2月9日にこのサーキットでその代替開催を名乗り出るという政治的パフォーマンスを演じてみせ、その思惑通り、報道から間もなくこの提案はバーニー・エクレストンによって一蹴される結果となった。この代替開催の提案については海外メディアからもいたって冷ややかに受け取られ、結果的にではあるが、ブラジル国外のレース関係者のネルソン・ピケ・サーキットへの関心が低いものであることを示すことともなった。
表向きの発言としては、この時点でマイアはネルソン・ピケ・サーキットには一切手を付けないと確約したものの、CBAはじめブラジルのレース関係者の間では市の対応に対する不信感がかえって強まる結果となった（前述したように市はその後コース改修を行った）。

### 国内の反応
2007年のパンアメリカン大会の開催について、ブラジルでは、1960年代以降に同国内で開催されたスポーツイベントの中で最も重要なイベントになると考えられていたため、老朽化が進んだこのサーキットの取り壊しについて、熱心なレースファン以外の一般市民の間では必ずしも反対一辺倒というわけではなかった。

## オリンピック会場への転用

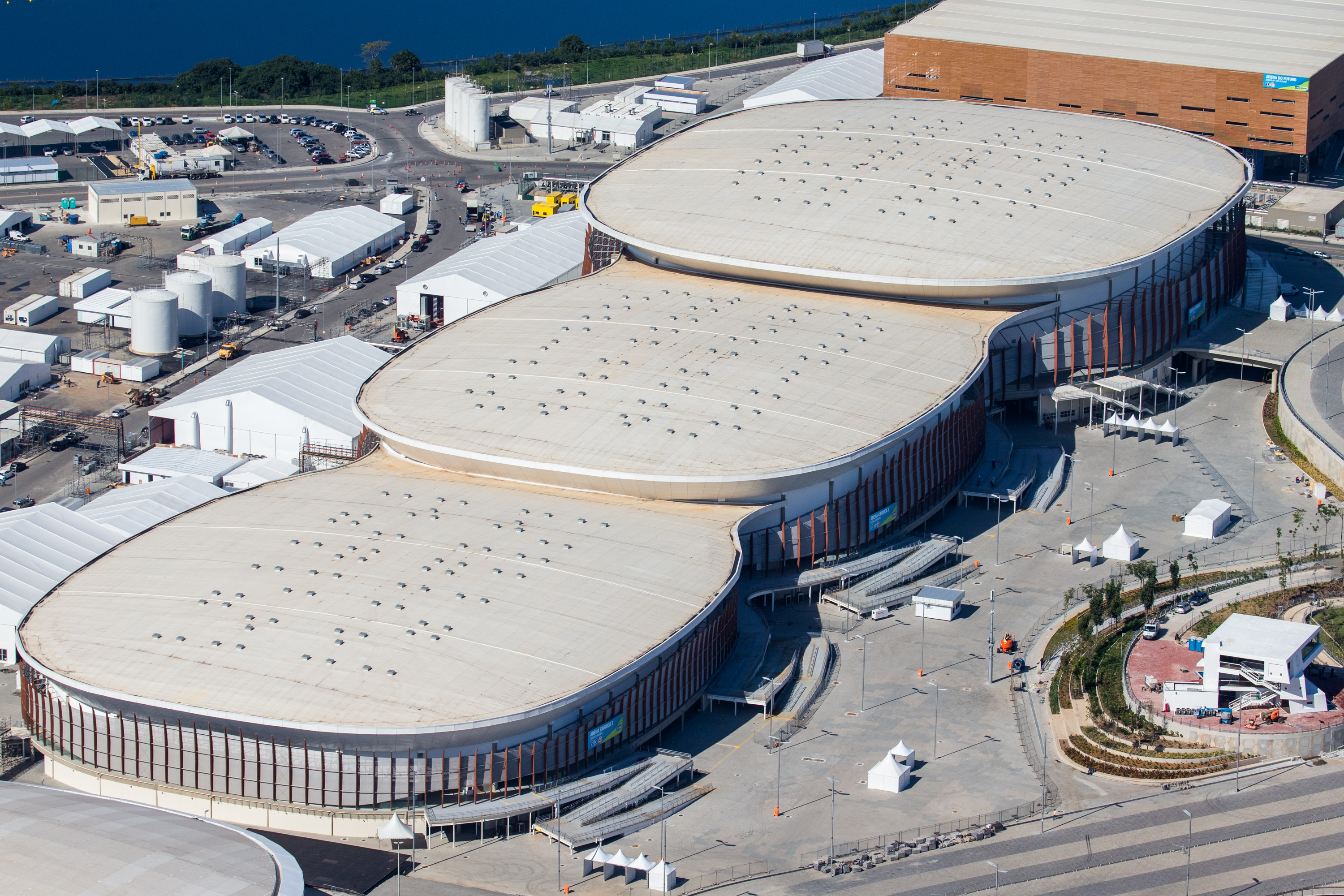
跡地に建設されたカリオカ・アリーナ

2008年1月、2016年夏季オリンピックのリオデジャネイロ招致のため、市がオリンピック・トレーニングセンター会場を建設できるようにする為、トラックが取り壊されることが発表された。そして2009年10月に開催都市に選定された。
2016年8月に行われるリオデジャネイロオリンピックに向けて競技施設の準備が進む中、バーハ・ダ・チジューカ地区のネルソン・ピケ・サーキットを取り壊し、中心会場となるリオ・オリンピック・パーク (Parque Olimpico do Rio) を建設することになった。サーキットは2012年11月に取り壊された。オリンピック・パークは2016年リオ五輪の中心となる総合施設で、約半分の競技が行われる。公募の結果、イギリス人設計士のデザインが採用され、15のオリンピック競技会場と11のパラリンピック競技会場、報道関係者が利用するメディアセンターがサーキットの跡地に建設された。